# Medley (svømning)
 For alternative betydninger, se Medley. (Se også artikler, som begynder med Medley)
Medley er i svømmesammenhæng en disciplin der består af sammensætning af de fire forskellige svømmestilarter. Det vil sige, at der i det samme løb, ud i ét, svømmes hhv. butterfly, rygcrawl, brystsvømning og crawl. Der gælder at fri svømning skal være en anden svømmeart end de tre førstnævnte, hvilket i realiteten betyder at der skal svømmes crawl.

## Konkurrencesvømning

### Individuel Medley (IM)
Til større svømmestævner vil man typisk kunne svømme medley på følgende distancer:
- 100m Individuel Medley, hvor der svømmes 25 m i hver stilart
- 200m Individuel Medley, hvor der svømmes 50 m i hver stilart
- 400m Individuel Medley, hvor der svømmes 100 m i hver stilart

Ved mindre stævner og turneringer vil man kunne se andre varianter. Alle tre distancer kan svømmes i et kortbanebassin (25 m), mens man ikke kan svømme 100 Medley i et langbanebassin (50 m). Dette skyldes at svømmeren ville skulle skifte stilart midt i bassinet, hvilket ville være svært at bedømme, om det var gjort ordentligt.
Rækkefølgen af stilarterne i individuel medley er: butterfly, rygcrawl, brystsvømning og crawl. Hver stilart skal afsluttes som om der blev svømmet en distance i denne stilart.

### Holdmedley (HM)
Holdmedley er en holddisciplin som tilsammen svømmes af fire forskellige svømmere. Hver svømmer på holdet svømmer én af de enkeltstående discipliner. Holdmedley adskiller sig desuden fra individuel medley ved at stilarterne svømmes i en anden rækkefølge. Dette skyldes at man i rygcrawl skal starte nede i vandet i stedet for fra startskamlen. Rækkefølgen i holdmedley er: rygcrawl, brystsvømning, butterfly, crawl.
Til svømmestævner er det normalt at der konkurreres i følgende distancer:
- 4x50 m Holdmedley
- 4x100 m Holdmedley

## Galleri
- Butterfly.
- Rygcrawl.
- Brystsvømning.
- Crawl.